# Case 39
 Case 39 és una pel·lícula estatunidenca de Christian Alvart estrenada el 2009.

## Argument
Emily Jenkins, una treballadora de serveis socials, pensa que ja ha vist tot, fins que un dia coneix el seu cas nou i més misteriós, una problemàtica nena de 10 anys anomenada Lilith Sullivan (Jodelle Ferland). Confirma les seves pitjors pors quan els pares de Lilith intenten matar a la nena, la seva única filla. Emily la salva i decideix emportar-se-la amb ella fins que una altra família arribi per acollir-la. Al cap d'un temps tenen lloc estranyes morts al seu voltant posant en dubte la "innocència" de la nena i els treballadors aniran entenent els motius pels quals els pares volien matar la seva filla. En si la pel·lícula va tractant la mentalitat i trastorns que una persona pot anar experimentant per la por i temor que és el cas d'Emily en tractar amb la nena. De fet, aquesta "nena" està posseïda per una ànima maligna que és la que li atorga aquest poder mental superior a les altres persones.
Tot comença quan algú es vol posar en el seu camí i les morts en la majoria dels casos són provocades per via telefònica, ja que en escoltar el telèfon entra de manera subliminar la veu d'un home i després penja. La nena fa tot això de manera psicològica, ja que tot és en la ment de l'individu.

## Producció
La pel·lícula va ser rodada a Vancouver al final del 2006.
Durant el rodatge, el 30 d'octubre de 2006, les flames destinades als efectes especials van afectar el set de la pel·lícula a Vancouver. Cap dels membres del repartiment, afortunadament, va resultar ferit, encara que l'accident va suposar la destrucció de l'escenari i l'estudi

## Repartiment
- Renée Zellweger: Emily Jenkins
- Jodelle Ferland: Lillith Sullivan
- Ian McShane: Detectiu Mike Barron
- Kerry O'Malley: Margaret Sheridan
- Callum Keith Rennie: Edward Sullivan
- Bradley Cooper: Douglas J. Ames
- Adrian Lester: Wayne
- Georgia Craig: Denise
- Cynthia Stevenson: Nancy